# نيكولاي أبراموف (لاعب كرة قدم)
نيكولاي أبراموف هو لاعب كرة قدم روسي في مركز الدفاع، ولد في 5 يناير 1984 في كاسيموف في روسيا، وتوفي بنفس المكان في 30 ديسمبر 2010. لعب مع بالتيكا كالينينغراد وسبارتاك موسكو.